# لیلا صراحت
لیلا صراحت روشنی (۲۳ جوزا ۱۳۳۷ - ۳۱ سرطان ۱۳۸۳) شاعر، نویسنده و روزنامه‌نگار اهل افغانستان بود.

## زندگی‌نامه
لیلا صراحت روشنی فرزند سرشار شمالی، از نویسندگان بنام افغانستان، در ۲۳ جوزا (۲۳ خرداد) ۱۳۳۷ در شهر چاریکار ولایت پروان زاده شد.
لیلا در سال ۱۳۴۴ وارد مکتب (دبستان) شد و دبیرستان را در سال ۱۳۵۵ در لیسه ملالی به پایان برد. در سال ۱۳۵۶ وارد دانشکدهٔ زبان و ادبیات گردید و در ۱۳۵۹ در رشته زبان و ادبیات فارسی از دانشگاه کابل دانشنامهٔ لیسانس گرفت. سپس از ۱۳۶۰ تا ۱۳۶۵ در لیسهٔ (دبیرستان) مریم آموزگاری پیشه کرد.
لیلا صراحت، از سال ۱۳۶۵ تا سقوط دولت محمد نجیب، ابتدا به عنوان سر دبیر و سپس به سمت معاون در مجلهٔ «میرمن» اشتغال ورزید. افزون بر این، او با تأسیس کانون نویسندگان جوان در چهارچوب انجمن نویسندگان افغانستان، به عنوان معاون کانون نویسندگان جوان برگزیده و پس از چندی به عضویت شورای مرکزی انجمن نویسندگان افغانستان نیز پذیرفته شد.
در سال ۱۳۷۲ در زمان حکومت مجاهدین به سمت معاون ریاست امور زنان به کار پرداخت و نشریهٔ «ارشاد نسوان» را دوباره احیا کرد. او به عنوان اولین مدیر مسوول دوره دوم نشراتی این نشریه نیز برگزیده شد که دوره اول نشراتی آن به سال‌های حاکمیت امان‌الله شاه برمی‌گردد.
در ضمن، کانون فرهنگی «رابعه بلخی» را پایه‌گذاری کرد که بعدا این کانون در دیار مهاجرت نیز به فعالیت‌های خود ادامه داد.
لیلا صراحت، در اواخر ۱۳۷۵، چند ماه پس از تسلط گروه طالبان بر افغانستان، از کابل راهی پیشاور پاکستان شد و اندکی بعد از آنجا به کشور هلند پناهنده گشت.
او در هلند مسئولیت نشریه «حوا در تبعید» اورگان نشراتی انجمن زنان افغان «رابعه بلخی» را بر عهده گرفت.
لیلا از سال ۱۳۵۰ به سرودن شعر آغاز کرد و شعرهایش از سال ۱۳۵۳ در نشریه‌های داخل و خارج از کشور به چاپ رسیده‌اند. او همواره از فرهیختگانی مانند رازق رویین، رفعت حسینی و به‌ویژه واصف باختری که پس از مرگ پدر در پرورش وی اهتمام بسیار ورزیدند، به نیکی یاد کرده و آنان را سپاس گفته‌است.

دانشنامه ادب فارسی دربارهٔ اشعار صراحت روشنی می‌نویسد: 
«شعرهای صراحت روشنی از زبانی صمیمانه و اندیشه‌ای ژرف برخوردار است و تعبیرهای نو و شورانگیز در شعر او دیده می‌شود. درک روشن وی از لحظه‌های سیاه تاریخ سرزمینش و مردمی که سالها به انتظار بهار، عشقها و آرزوهایشان به دار تعصب و کینه‌ورزی آویخته شده و صدایشان برنکشیده می‌میرد، چنان است که گاه شعرهایش را از هرگونه تفسیر بی‌نیاز می‌سازد».
لیلا صراحت، دو سال پیش از مرگش، به بیماری سرطان مغز مبتلا شد و سرانجام در شام چهارشنبه ۳۱ سرطان ۱۳۸۳ در سن ۴۶ سالگی درگذشت.

باری رزاق مأمون نوشت:
"سحرگاه هشتم اسد سال ۱۳۸۳ خورشیدی لیلا صراحت روشنی پس از هفت سال دوری و جدایی از کابل و یاران کابل نشین، با پیکری سرد و چشمان بسته و با انباری از ناگفته‌های نهفته در سینه، در حالی که معصومیت ابدی خود را در چهارچوب تابوت سیاه رنگ همچنان امانت نگهداشته بود، از هواپیمای آریانا فرود آورده شد. او در برگشت به هیچکسی نگاه نمی‌کرد و گویا دیگر از رنجهای گفتن و نگریستن به این دنیا و آدمها برای همیشه آزاد شده بود".
و به گفته‌ واصف باختری، لیلا صراحت روشنی که از غنایم نوادر روزگار بود با تأسف از دست رفت؛ و باری لیلا هم در سوگ مرگ خود سروده بود:
| لیلا چه افتادت به سر، که ناگهان و بی‌خبر  |  | گل‌های سرخ عارضت، نیلوفر تالاب شد      |
| گنجشک آه از سینه‌ات، پر پر زنان پرواز کرد |  | دل قطره قطره قطره بر رخسار سردت آب شد |

## مجموعه اشعار
- طلوع سبز
- در تداوم فریاد
- حدیث شب (مشترکا با ثریا واحدی)
- از سنگ‌ها و آیینه‌ها
- روی تقویم تمام سال